# Новоборівська селищна рада
Новоборівська́ се́лищна ра́да (до 1957 року — Новоборівська сільська рада) — орган місцевого самоврядування Новоборівської селищної територіальної громади Житомирського району Житомирської області. Розміщення — селище міського типу Нова Борова.

## Склад ради

### VIII скликання
Рада складається з 22 депутатів та голови.
25 жовтня 2020 року, на чергових місцевих виборах, обрано 14 депутатів ради, з них (за суб'єктами висування): самовисування — 11, «Слуга народу» — 2 та Всеукраїнське об'єднання «Батьківщина» — 1.
Головою громади обрали позапартійного самовисування Григорія Рудюка, чинного Новоборівського селищного голову.
15 листопада 2020 року, на повторному голосуванні, обрали 4 депутатів ради, з них: самовисування — 3, Всеукраїнське об'єднання «Батьківщина» — 1.

### VII скликання
Рада складалася з 26 депутатів та голови.
Перші вибори депутатів ради громади та селищного голови відбулись одночасно із черговими місцевими виборами, 25 жовтня 2015 року. Було обрано 26 депутатів ради; всі обрані депутати є самовисуванцями.
Головою громади обрали позапартійного самовисуванця Григорія Рудюка, чинного Новоборівського селищного голову.

### VI скликання
За результатами місцевих виборів 2010 року:
- Кількість мандатів: 30
- Кількість мандатів, отриманих за результатами виборів: 28
- Кількість мандатів, що залишаються вакантними: 2

#### За суб'єктами висування
| Суб'єкт висування                 | Кількість обраних депутатів | %    |
| --------------------------------- | --------------------------- | ---- |
| Самовисування                     | 23                          | 82,1 |
| Політична партія «За Україну!»    | 2                           | 7,1  |
| Єдиний Центр                      | 1                           | 3,6  |
| Комуністична партія України       | 1                           | 3,6  |
| Політична партія «Сильна Україна» | 1                           | 3,6  |

#### За округами
| № округу                          | Прізвище, ім'я, по батькові      | Дата визнання обраним | Освіта             | Партійна приналежність                       | Відомості про обраного депутата                                                    |
| --------------------------------- | -------------------------------- | --------------------- | ------------------ | -------------------------------------------- | ---------------------------------------------------------------------------------- |
| Єдиний Центр                      |                                  |                       |                    |                                              |                                                                                    |
| 29                                | Цюпа Людмила Сигізмундівна       | 03.11.2010            | вища               | член Єдиного Центру                          | Новоборівська селищна рада, головний бухгалтер                                     |
| Комуністична партія України       |                                  |                       |                    |                                              |                                                                                    |
| 15                                | Подік Валентина Петрівна         | 03.11.2010            | середня спеціальна | член Комуністичної партії України            | Новоборівський дитячий будинок-інтернат, вихователь                                |
| Політична партія «За Україну!»    |                                  |                       |                    |                                              |                                                                                    |
| 16                                | Пулін Світлана Олексіївна        | 03.11.2010            | вища               | позапартійна                                 | ТОВ «Світанок», заступник начальниказ виробництва                                  |
| 19                                | Кузьмінський Василь Миколайович  | 03.11.2010            | вища               | позапартійний                                | тимчасово не працює                                                                |
| Політична партія «Сильна Україна» |                                  |                       |                    |                                              |                                                                                    |
| 2                                 | Лазурко Вадим Михайлович         | 03.11.2010            | середня спеціальна | позапартійний                                | тимчасово не працює                                                                |
| Самовисування                     |                                  |                       |                    |                                              |                                                                                    |
| 1                                 | Полякова Наталія Миколаївна      | 03.11.2010            | вища               | позапартійна                                 | Житомирська геологічна експедиція, хімік                                           |
| 3                                 | Завірюха Олена Чеславівна        | 03.11.2010            | вища               | позапартійна                                 | Коростенська дистанція сигналізації та зв'язку станція Нова Борова, електромеханік |
| 4                                 | Семеній Руслан Іванович          | 03.11.2010            | вища               | позапартійний                                | приватний підприємець                                                              |
| 5                                 | Журавський Олег Юрійович         | 03.11.2010            | середня            | позапартійний                                | Іршанський ГЗК, машиніст                                                           |
| 6                                 | Когут Олена Миколаївна           | 03.11.2010            | вища               | позапартійна                                 | Новоборівська селищна рада, бухгалтер                                              |
| 7                                 | Власюк Галина Миколаївна         | 03.11.2010            | середня спеціальна | позапартійна                                 | Дитячий садок «Казка», вихователь                                                  |
| 8                                 | Меринов Олег Євгенійович         | 03.11.2010            | середня спеціальна | позапартійний                                | приватний підприємець                                                              |
| 9                                 | Фещенко Олексій Іванович         | 03.11.2010            | середня            | член Політичної партії «Народна Самооборона» | тимчасово не працює                                                                |
| 10                                | Беляк Анна Францівна             | 03.11.2010            | вища               | позапартійна                                 | декретнавідпусткапо догляду за дитиною до3 років                                   |
| 11                                | Жарчинська Альона Вікторівна     | 03.11.2010            | вища               | позапартійна                                 | Новоборівська селищна рада, землевпорядник                                         |
| 12                                | Грищук Анатолій Миколайович      | 03.11.2010            | середня            | позапартійний                                | тимчасово не працює                                                                |
| 14                                | Калінко Костянтин Григорович     | 03.11.2010            | вища               | позапартійний                                | Філіал ПЗК ЗАТ «Кримський титан», машиніст                                         |
| 17                                | Хацанівська Валентина Іванівна   | 03.11.2010            | середня спеціальна | позапартійна                                 | Новоборівський НВК, заступник директора                                            |
| 20                                | Кирилович Марія Євдокимівна      | 03.11.2010            | середня спеціальна | позапартійна                                 | Новоборівський НВК, вчитель                                                        |
| 21                                | Магдич Людмила Анисимівна        | 03.11.2010            | вища               | позапартійна                                 | Новоборівський НВК, вчитель                                                        |
| 22                                | Котова Валентина Леонідівна      | 03.11.2010            | вища               | позапартійна                                 | Новоборівський ДЖКП, бухгалтер                                                     |
| 23                                | Петренко Володимир Олександрович | 03.11.2010            | середня            | позапартійний                                | Іршанський ГЗК, машиніст                                                           |
| 24                                | Іскрицька Тетяна Миколаївна      | 03.11.2010            | вища               | позапартійна                                 | Новоборівська селищна рада, спеціаліст РАИС                                        |
| 25                                | Гаврилюк Ірина Михайлівна        | 03.11.2010            | вища               | позапартійна                                 | Новоборівська селищна рада, секретар                                               |
| 26                                | Яцук Юрій Петрович               | 03.11.2010            | середня спеціальна | член Комуністичної партії України            | Іршанський ГЗК, токар                                                              |
| 27                                | Корбут Світлана Олександрівна    | 03.11.2010            | вища               | позапартійна                                 | Аптека СПД «Корбут М. В.», завідувачка                                             |
| 28                                | Полторак Володимир Григорович    | 03.11.2010            | вища               | член Комуністичної партії України            | тимчасово не працює                                                                |
| 30                                | Самойленко Валентина Андріївна   | 03.11.2010            | середня            | позапартійна                                 | залізнична станція Нова Борова, товарний касир                                     |

### Керівний склад попередніх скликань
| Прізвище, ім'я, по батькові  | Основні відомості                                                | Суб'єкт висування | Дата обрання | Дата звільнення |
| ---------------------------- | ---------------------------------------------------------------- | ----------------- | ------------ | --------------- |
| Рудюк Григорій Лаврентійович | Селищний голова, 1962 року народження, освіта вища, безпартійний |                   | 26.03.2006   | 03.11.2010      |
| Рудюк Григорій Лаврентійович | Селищний голова, 1962 року народження, освіта вища, безпартійний | самовисування     | 03.11.2010   | 25.10.2015      |
| Рудюк Григорій Лаврентійович | Селищний голова, 1962 року народження, освіта вища, безпартійний | самовисування     | 25.10.2015   | 25.10.2020      |
| Рудюк Григорій Лаврентійович | Селищний голова, 1962 року народження, освіта вища, безпартійний | самовисування     | 25.10.2020   |                 |

Примітка: таблиця складена за даними сайту Верховної Ради України

## Історія
Рада утворена 11 серпня 1954 року як сільська, внаслідок об'єднання Ісаківської та Турчинської сільських рад Володарсько-Волинського району Житомирської області, з підпорядкуванням сіл Ісаківка, Нова Борова, Новий Бобрик, Стара Борова та Турчинка. 2 вересня 1954 року Ісаківку було передано до складу Кам'янобрідської сільської ради Володарсько-Волинського району. 5 квітня 1957 року раду було реорганізовано до рівня селищної. 5 березня 1960 року, відповідно до рішення Житомирського облвиконкому № 218 «Про зміни в адміністративно-територіальному поділі сільських рад Радомишльського і Володарсько-Волинського р-н», підпорядковано села Валки, Камінь, Старий Бобрик, Ягодинка та Ягодинка Друга ліквідованої Ягодинської сільської ради Володарсько-Волинського району. 7 січня 1963 року, відповідно до рішення Житомирського облвиконкому № 2 «Про зміну адміністративної підпорядкованості окремих сільських рад і населених пунктів», села Валки, Камінь, Новий Бобрик, Стара Борова, Старий Бобрик, Турчинка, Ягодинка та Ягодинка Друга передані до складу Ягодинської сільської ради Черняхівського району.
Станом на 1 січня 1972 року селищна рада входила до складу Володарсько-Волинського району Житомирської області, на обліку в раді перебувало смт Нова Борова.
До 17 листопада 2015 року — адміністративно-територіальна одиниця в Хорошівському районі Житомирської області з підпорядкуванням смт Нова Борова, територією — 29,146 км² та населенням — 5 603 особи (станом на 1 листопада 2012 року).
Перебувала в складі Володарсько-Волинського (11.8.1954 р., 8.12.1966 р.) та Черняхівського (30.12.1962 р.) районів.

### Населення
Відповідно до результатів перепису населення СРСР, кількість населення ради, станом на 12 січня 1989 року, становила 6 283 особи.
Станом на 5 грудня 2001 року, відповідно до перепису населення України, кількість мешканців селищної ради становила 5 746 осіб.